# Herman (Aav)
Herman (světským jménem: Herman Aav; 2. září 1878, Hellamaa – 14. ledna 1961, Kuopio) byl estonský pravoslavný duchovní Konstantinopolského patriarchátu, nejvyšší představitel Finské pravoslavné církve a arcibiskup karelský a celého Finska.

## Život
Narodil se 2. září 1878 ve vesnici Hellamaa na ostrově Muhu v rodině estonského psalomščika Vasila Aava a jeho manželky Marie roz. Ellik.
Roku 1894 absolvoval Rižské duchovní učiliště a roku 1900 Rižský duchovní seminář.
V letech 1900-1904 sloužil jako psalomščik v chrámu v Haapsalu.
Roku 1904 se oženil s Ljubou Bobkovskou, dcerou protojereje Alexandra Bobkovského. Spolu měli šest dětí: Herman, Sokrat, Tamara, Ariadna, Juri a Lucie.
Dne 27. září 1904 byl rukopoložen na jereje. Poté začal sloužit ve vesnici Lelle, kde působil až do roku 1907. Následně odešel do vesnice Vändra a poté do vesnice Mustjala. Od 1. ledna 1920 do 5. února 1921 byl představeným chrámu svatého Mikuláše ve městě Kuressaare. Do roku 1920 byly tyto farnosti součástí rižské eparchie (Moskevský patriarchát) a poté autonomní Estonské pravoslavné církve.
Byl blagočinným okresu Saaremaa a členem Místního soboru Estonské pravoslavné církve.
Dne 17. června 1922 byl na Soboru Finské církve zvolen vikarijním biskupem arcibiskupa finského a vyborgského Serafima (Lukjanova). Dne 8. července 1922 jej patriarcha konstantinopolský Meletios IV. vysvětil na biskupa sortavalského bez předchozího postřihu na monacha.
Podle prvního hierarchy Ruské pravoslavné církve v zahraničí metropolity Antonije (Chrapovického), patriarcha Meletij vykonal biskupské svěcení bez mnišského postřihu čímž porušil 6. kanón Prvního nikajského koncilu a mnoho dalších. Biskupa Hermana označil jako pochybného biskupa, který se obléká do světského oblečení, chodí oholený a upravený a tím vzbuzuje pokušení pravoslavných věřících a dělá radost pohanům.
Dne 29. prosince 1923 byl rozhodnutím Státní rady a prezidenta Finska na základě zákona o úředním jazyce arcibiskup Serafim, jelikož neovládal finštinu odstraněn z vedení finské církve a poslán na odpočinek do Koněveckého monastýru. Roku 1926 s pomocí metropolity Jevlogije (Georgijevského) opustil Finsko. Na radě kléru roku 1925 byl biskup Herman (který také neuměl finský) zvolen primasem Finské pravoslavné církve s titulem arcibiskup karelský a celého Finska. Dne 13. června 1925 byl schválen ve své pozici a 14. srpna byl schválen prezidentem republiky.
Od poloviny 20. let 20. století metropolita Antonij (Chrapovickij) nazýval arcibiskupa Hermana falešným biskupem a ty, kteří s ním přijali společenství vyzval k pokání.
Ve své funkci prováděl aktivní politiku ekumenismu a finnizace. Z jeho iniciativy byly nápisy na ikonách přepsány z církevní slovanštiny do finštiny. Dosáhl změny vzhledu rouch kléru podle řeckých vzorů, zrušil povinné nošení sutany, zrušil nošení pravoslavného kříže a nahradil jej latinským křížem. Duchovenstvo si smělo oholit vousy a stříhat vlasy. Při stavbě chrámu byl používán luteránský vzor nebo byzantský vzor s vynecháním vzoru ruského stylu.
V poválečných letech odolal pokusům moskevského patriarchátu o navrácení finské církve pod její jurisdikci. Roku 1957 se patriarchát svých nároků zřekl.
Dne 1. července 1960 rezignoval na post arcibiskupa ze zdravotních důvodu.
Zemřel 14. ledna 1961 v Kuopiu. Pohřben byl na městském hřbitově v Kuopiu. Pohřbení službu vedl arcibiskup karelský a finský Pavel (Olmari) a další duchovní církve.

## Řády a vyznamenání

### Státní vyznamenání
- Finsko Řád bílé růže (1928)
- Lotyšsko Řád tří hvězd (1936)
- Lotyšsko Řád svatého Jiří (1938)
- Estonsko Řád estonského rudého kříže 1. třídy (1939)
- Finsko Řád finského lva (1950)

### Církevní vyznamenání
- 1927 – Řád svatého mučedníka biskupa Platona (Estonská apoštolská pravoslavná církev)